# Sonic Boom (serie de televisión)
Sonic Boom es una serie de televisión infantil francesa-estadounidense, producido por OuiDo! Producciones y Sega of America en colaboración con Lagardère Thématiques y Jeunesse TV, respectivamente para los canales de Canal J y Gulli.
Se lanzó el 8 de noviembre de 2014 por Cartoon Network en los Estados Unidos, el 19 de noviembre por Canal J y Gulli en Francia y el 1 de julio de 2017 en Japón. La serie fue estrenada el 5 de junio de 2015 por Cartoon Network en Latinoamérica, mientras en España en Clan (TVE) y se lanzó el 11 de abril de 2016 y mientras en Argentina en Canal 13 (Argentina) y se lanzó el 21 de septiembre de 2019. La serie se lanzó en Italia en K2 el 9 de noviembre de 2015 mientras que en Alemania en Nickelodeon el 4 de julio de 2016. 
Tiene un enfoque a un público de entre 6 a 13 años de edad. Es producida por Sega y Genao Productions en asociación con OuiDo! Productions en la distribución.

## Producción
Sonic Boom debutó en 2014 en Estados Unidos por Cartoon Network, en Latinoamérica estreno el 5 de junio de 2015 también en Cartoon Network y en Canal J en Francia, seguido por un lanzamiento mundial. El número inicial de episodios es de 52, con 11 minutos cada uno, está coproducida por OuiDO! Productions.
Takashi Iizuka está supervisando la serie para asegurarse que concuerda con Sonic como personaje y su universo. También, algunas de los actores de voz actuales, actuarán en la serie animada. Mike Banker (y otros) serán los escritores.

## Argumento
Sonic y sus amigos Tails, Knuckles, Amy y Sticks defienden su isla de varias amenazas como el científico loco Doctor Eggman y sus creaciones robóticas. Esta serie combina diversión con la acción y aventura. Está situado en un mundo abierto, donde la mayoría de los personajes vive en una aldea. Este basto paisaje está lleno de junglas, montañas, errores gramaticales, civilizaciones submarinas y muchos otros panoramas.

## Lanzamiento

### Promocional
El 2 de octubre de 2013, SEGA publicó en su página oficial que lanzarían una nueva serie llamada "Sonic Boom", también publicaron una imagen promocional de la serie que muestra a Sonic, Tails, Amy y Knuckles. El director de contenido de SEGA mencionó en una entrevista lo siguiente:
Sonic es la estrella universal de la compañía y se introducirá en una nueva generación de niños alrededor del mundo a partir de otoño de 2014. ¡Estamos emocionados de lanzar una serie más de la saga de Sonic the Hedgehog!
El 6 de febrero de 2014, SEGA publicó en su canal de Youtube, SegaAmerica, el primer tráiler de la serie mostrando la primera pelea de Sonic contra el Dr. Eggman.

### Detalles
La serie tratará sobre las aventuras de Sonic junto con sus amigos Tails, Amy, Knuckles, y Sticks. La serie contendrá 52 episodios de 11 minutos cada uno. También se confirmó que aparecerían tanto personajes nuevos, como personajes ya conocidos por los fanáticos.
El mismo día que SEGA anunció la serie, de inmediato también afirmaron para calmar a los fanáticos, que Sonic Boom es solamente una alternativa al Sonic que todos conocen y que no reemplazará al Sonic Moderno japonés.
El 19 de febrero de 2015, Cartoon Network anunció en un comunicado de prensa que Sonic Boom, regresará para la temporada de 2015 a 2016 en la televisión. El 10 de octubre de 2015, Lagardère Entertainment Rights anunció que una segunda temporada estaba actualmente en producción.

## Audiencia
A principios de crear la serie, SEGA no tuvo planeado transmitirla en Japón, y se suponía que la serie iba a ser exclusiva para el público occidental y no el asiático, pues así tendría más popularidad y mayor cantidad de ingresos. Tres años después de lanzar los videojuegos en Japón (llamados como Sonic Toon allí), el 1 de julio de 2017, Netflix anunció que transmitiría allí la serie en completo japonés.
La serie ha recibido críticas positivas y actualmente tiene una calificación de 8/10 en IMDb. Common Sense Media dio a Sonic Boom 4 de 5 estrellas. Los críticos apuntaron a la demostración hacia fuera para ser un pedacito violento para los niños y hacer uso de la llamada de nombre, pero lo elogiaron para su humor ligero y temas recurrentes sobre amistad y trabajo en equipo.
A partir del 21 de mayo de 2020, no hay planes de continuar con el programa más allá de sus dos temporadas. Sin embargo la segunda temporada aún no se ha lanzado en Japón ni en Alemania por ahora.

## Doblaje
| Personaje            | Actor de voz           | Actor de voz      | Actor de voz           | Actor de voz       | Actor de voz         | Actor de voz       | Actor de voz          | Temporadas |
| Personaje            | Inglés                 | Japonés           | Francés                | Italiano           | Alemán               | Latino             | Español               | Temporadas |
| Sonic the Hedgehog   | Roger Craig Smith      | Jun'ichi Kanemaru | Alexandre Gillet       | Daniele Raffaeli   | Marc Stachel         | Jorge Bringas      | Ángel de Gracia       | 1ª         |
| Sonic the Hedgehog   | Roger Craig Smith      | Aún sin emitir    | Alexandre Gillet       | Daniele Raffaeli   | Aún sin emitir       | Jorge Bringas      | Jesús Motos           | 2ª         |
| Miles "Tails" Prower | Colleen O'Shaughnessey | Ryō Hirohashi     | Marie-Eugénie Maréchal | Maura Cenciarielli | Anke Kortemeier      | Judith Noguera     | Graciela Molina       | 1ª         |
| Miles "Tails" Prower | Colleen O'Shaughnessey | Aún sin emitir    | Marie-Eugénie Maréchal | Maura Cenciarielli | Aún sin emitir       | Rocío Mallo        | Nina Muñoz            | 2ª         |
| Amy Rose             | Cindy Robinson         | Taeko Kawata      | Naïké Fauveau          | Antonella Baldini  | Shandra Schadt       | Lileana Chacón     | Meritxell Ribera      | 1ª         |
| Amy Rose             | Cindy Robinson         | Aún sin emitir    | Naïké Fauveau          | Antonella Baldini  | Aún sin emitir       | Lileana Chacón     | Natalia García        | 2ª         |
| Knuckles the Echidna | Travis Willingham      | Nobutoshi Canna   | Sébastien Desjours     | Oreste Baldini     | Claus-Peter Damitz   | Alliud Armas       | Sergio Mesa           | 1ª         |
| Knuckles the Echidna | Travis Willingham      | Aún sin emitir    | Sébastien Desjours     | Oreste Baldini     | Aún sin emitir       | Marco Di Cesare    | Jesús Giménez         | 2ª         |
| Sticks the Badger    | Nika Futterman         | Aoi Yūki          | Claire Morin           | Ilaria Latini      | Tina Haseney         | Karina Parra       | Carmen Ambrós         | 1ª         |
| Sticks the Badger    | Nika Futterman         | Aún sin emitir    | Claire Morin           | Ilaria Latini      | Aún sin emitir       | Karina Parra       | Eva Bau               | 2ª         |
| Doctor Eggman        | Mike Pollock           | Kotaro Nakamura   | Marc Bretonnière       | Gerolamo Alchieri  | Johannes Oliver Hamm | Juan Guzmán        | Francesc Belda        | 1ª         |
| Doctor Eggman        | Mike Pollock           | Aún sin emitir    | Marc Bretonnière       | Gerolamo Alchieri  | Aún sin emitir       | Juan Guzmán        | José Luis Siurana     | 2ª         |
| Orbot                | Kirk Thornton          | Mitsuo Iwata      | Tony Marot             | Alessandro Budroni | Romanus Fuhrmann     | Daniel Klíe        | Albert Vilcan         | 1ª         |
| Orbot                | Kirk Thornton          | Aún sin emitir    | Tony Marot             | Alessandro Budroni | Aún sin emitir       | Alejandro Mejía    | Daniel Oliver         | 2ª         |
| Cubot                | Wally Wingert          | Wataru Takagi     | Benjamin Pascal        | Ivan Andreani      | Matthias Horn        | Germán Esaa        | Xadi Mouslemeni Mateu | 1ª         |
| Cubot                | Wally Wingert          | Aún sin emitir    | Benjamin Pascal        | Ivan Andreani      | Aún sin emitir       | Rolando Camargo    | Jorge Tejedor         | 2ª         |
| Shadow the Hedgehog  | Kirk Thornton          | Kōji Yusa         | Benoît DuPac           | Daniele Raffaeli   | Klaus Lochthove      | Fernando Márquez   | Cesc Martínez         | 1ª         |
| Shadow the Hedgehog  | Kirk Thornton          | Aún sin emitir    | Benoît DuPac           | Daniele Raffaeli   | Aún sin emitir       | Fernando Márquez   | TBA                   | 2ª         |
| Vector the Crocodile | Keith Silverstein      | Aún sin emitir    | Philippe Roullier      | Giacomo Castelli   | Aun sin emitir       | Gherald De Fonseca | Enrique Pacheco       | 2ª         |

Jonatán López y Manuel Gimeno no retoman a Sonic y Shadow, siendo reemplazados por Ángel de Gracia y Cesc Martínez, Ángel de Gracia retoma a Sonic después del redoblaje de Netflix de Sonic Underground.
El reparto de los videojuegos en italiano no retoman a sus respectivos personajes.
Por razones desconocidas, las voces de los juegos en España son reemplazados por actores Valencianos en la segunda temporada.

## Episodios
| Temporada | Temporada | Episodios | Estados Unidos         | Estados Unidos          | Latinoamérica                                       | Latinoamérica                                             |
| Temporada | Temporada | Episodios | Inicio                 | Final                   | Inicio                                              | Final                                                     |
| --------- | --------- | --------- | ---------------------- | ----------------------- | --------------------------------------------------- | --------------------------------------------------------- |
|           | 1         | 52        | 8 de noviembre de 2014 | 14 de noviembre de 2015 | 5 de junio de 2015 (CN) 14 de abril de 2018 (BOOM)  | 9 de mayo de 2016 (CN México) 13 de agosto de 2018 (BOOM) |
|           | 2         | 52        | 29 de octubre de 2016  | 11 de noviembre de 2017 | 3 de enero de 2018 (CN) 14 de agosto de 2018 (BOOM) | 30 de mayo de 2018 (CN) 12 de septiembre de 2018 (BOOM)   |

## En otros medios

### Videojuegos
SEGA también anunció el lanzamiento de dos videojuegos que estarían dentro del universo de la serie, Sonic Boom: Shattered Crystal para Nintendo 3DS y Sonic Boom: Rise of Lyric para Wii U., ambos siendo mal recibidos por la crítica, aunque no obstante, se continúa la saga con el juego Sonic Boom: Fire and Ice, el cual salió para Nintendo 3DS, este recibiendo una mejora a los 2 juegos anteriores.

### Cómics
Un cómic basado en la nueva franquicia, fue puesto en venta por Archie Comics a partir de octubre de 2014, con Ian Flynn como el escritor y Evan Stanley como el artista, similar a la de larga duración de Archie, Sonic the Hedgehog cómics. Varios temas fueron escritos también para la serie de TV.